# Dabéré
Ne doit pas être confondu avec Débéré.
Dabéré est une localité située dans le département de Béréba de la province du Tuy dans la région des Hauts-Bassins au Burkina Faso.

## Santé et éducation
Le centre de soins le plus proche de Dabéré est le centre de santé et de promotion sociale (CSPS) de Béréba.